# Swansons lag

Swansons lag – som säger att priserna på solcellsmoduler har sjunkit med cirka 20 % för varje fördubbling av installerad kapacitet – definierar "inlärningshastigheten" för solceller.

Swansons lag är observationen att priset på solcellsmoduler tenderar att sjunka med 20 procent för varje fördubbling av den kumulativa levererade volymen. Med nuvarande takt minskar kostnaderna med 75 % ungefär vart tionde år.

## Ursprung
Den är uppkallad efter Richard Swanson, grundaren av SunPower Corporation, en tillverkare av solpaneler. Termen Swansons lag verkar ha sitt ursprung i en artikel i The Economist som publicerades i slutet av 2012. Swanson hade presenterat sådana kurvor på tekniska konferenser i flera år.
Swansons lag har jämförts med Moores lag, som förutsäger processorernas växande datorkraft. Swansons lag är en tillämpning av den mer allmänna Wrights lag, som är specifik för solenergibranschen, och som säger att det blir en fast kostnadsminskning för varje fördubbling av tillverkningsvolymen.

## Teknisk bakgrund
Den metod som Swanson använder kallas oftare för inlärningskurvanalys eller mer exakt erfarenhetskurvanalys. Den utvecklades och tillämpades först inom flygindustrin 1936 av Theodore Paul Wright. Det finns rapporter om att det först tillämpades inom solcellsindustrin 1975, och att det fick en bredare användning från början av 1990-talet.
Priser på kristallina kisel-solceller har fallit från 76,67 dollar per watt år 1977 till 0,36 dollar per watt år 2014. Att plotta modulpriset (i $/Wp) kontra tid visar en minskning med 10 % per år.